# Chalmers Motor Car Company
Chalmers Motor Car Company – dawne amerykańskie przedsiębiorstwo branży motoryzacyjnej zajmujące się produkcją samochodów osobowych, z siedzibą w Detroit, w stanie Michigan.
Przedsiębiorstwo powstało w 1906 roku i funkcjonowało do lat 20. XX wieku, gdy zostało włączone do Maxwell Motor Company. Produkcja samochodów Chalmers ostatecznie zakończyła się w 1923 roku.